# جیمی برنچ
جیمی برنچ (انگلیسی: Jaimie Branch; ۱۷ ژوئن ۱۹۸۳ – ۲۲ اوت ۲۰۲۲) موسیقی‌دان، نوازنده ترومپت و آهنگساز سبک جاز اهل ایالات متحده آمریکا بود. وی بین سال‌های ۲۰۰۶ تا ۲۰۲۲ میلادی فعالیت می‌کرد.